# Episodi di 14º Distretto (diciassettesima stagione)
La diciassettesima stagione della serie televisiva 14º Distretto è stata trasmessa in anteprima in Germania da Das Erste tra il 13 gennaio 2003 e il 5 maggio 2003.
| nº | Titolo originale         | Titolo italiano | Prima TV Germania | Prima TV Italia |
| -- | ------------------------ | --------------- | ----------------- | --------------- |
| 1  | Blinder Eifer            |                 | 13 gennaio 2003   |                 |
| 2  | Revierkämpfe             |                 | 20 gennaio 2003   |                 |
| 3  | Ein Tag wie jeder andere |                 | 27 gennaio 2003   |                 |
| 4  | Landpartie               |                 | 3 febbraio 2003   |                 |
| 5  | Große Freiheit           |                 | 10 febbraio 2003  |                 |
| 6  | Armer Junge              |                 | 17 febbraio 2003  |                 |
| 7  | Auf der Lauer            |                 | 24 febbraio 2003  |                 |
| 8  | Auf schmalem Grat        |                 | 3 marzo 2003      |                 |
| 9  | Motorrad-Gottesdienst    |                 | 10 marzo 2003     |                 |
| 10 | Der große Knall          |                 | 17 marzo 2003     |                 |
| 11 | Tapetenwechsel           |                 | 24 marzo 2003     |                 |
| 12 | Plagegeister             |                 | 31 marzo 2003     |                 |
| 13 | Heiße Tonne              |                 | 7 aprile 2003     |                 |
| 14 | Tod einer alten Dame     |                 | 14 aprile 2003    |                 |
| 15 | Das Leben ist schön      |                 | 28 aprile 2003    |                 |
| 16 | Ultimo                   |                 | 5 maggio 2003     |                 |